# 渡邉甚平
渡邉 甚平（わたなべ じんぺい、1999年6月19日 - ）は、日本の俳優。enchante所属。

## 人物
子役出身。過去にジョビィキッズプロダクションに所属。
学業、部活動に専念するため活動休止していたが、ロックバンド愛受等(GIG BACK TOWN)のギタリストとして活動していた。aoaoに所属し俳優活動を再開。2021年4月1日enchante移籍。2022年3月に立教大学経済学部を卒業。JIJIMのギタリストとしても活動している。
3サイズはB88 W74 H92、靴のサイズは28.5 cm。

## 出演

### テレビドラマ
- 龍馬伝（2010年、NHK） - 岩崎弥太郎（少年時代） 役
- おみやさん 第7シリーズ 第2話（2010年、テレビ朝日） - 高山健人 役
- ジョーカー 許されざる捜査官 第6話（2010年、フジテレビ） - 吉永文弥 役
- おひさま（2011年、NHK） - 須藤茂樹（少年時代） 役
- ハガネの女2（2011年4月 - 6月、テレビ朝日） - 渡部駿  役
- 11人もいる! 第5話・最終話（2011年11月、テレビ朝日） - 白鳥卓郎 役
- やすらぎの刻〜道（2019 - 2020年、テレビ朝日） - 根来圭司 役
- 消えた初恋（2021年10月9日 ‐ 12月18日、テレビ朝日）‐ 市井蓮 役
- あなたはだんだん欲しくなる（2022年7月7日 - 9月15日、BS-TBS） - 池田浩介 役[5]
- ワンナイト・モーニング 第6話（2022年9月9日、WOWOW）
- 終りに見た街（2024年9月21日、テレビ朝日）

### CM
- コナミサバイバルキッズWii サバイバル始まってます篇
- マクドナルドハッピーセット たまごっち篇
- CALPISWelch's 飲んじゃった篇
- KONAMIウイニングイレブン2009
- マクドナルドハッピーセット ポケモンだけじゃない篇
- ミサワホーム家族はつづく篇

### 映画
- 彼女が好きなものは（2021年12月3日公開、アニモプロデュース） - 中本弘樹 役
- 坂上君と円盤と校長先生（2024年2月9日公開）- 坂上優太郎 役
- 道のただなか（2024年10月20日公開、監督：鶴岡慧子）- 主演・和田慎平 役

### アニメ映画
- 映画ドラえもん のび太と緑の巨人伝（2008年） - モヤくん 役

### その他
- JAグループ「みんなのよい食プロジェクト 毎朝「飲む」ベジ活」（2020年）